# Целувката на Юда
Вижте пояснителната страница за други значения на Целувката на Юда.
Целувката на Юда е троен евангелски сюжет на Евангелие от Матей, Евангелие от Марко и Евангелие от Лука. Единствено евангелието от Йоан не съдържа тази сцена.
Евангелията предават сцената на целувката на Юда в Гетсиманската градина, която указва „кой е човекът“ на римските стражи, след като Юда Искариотски е издал на Синедриона своя учител Исус Христос за тридесет сребърника.